# Poșta Câlnău (gmina)
Poșta Câlnău – gmina w Rumunii, w okręgu Buzău. Obejmuje miejscowości Aliceni, Coconari, Poșta Câlnău, Potârnichești, Sudiți i Zilișteanca. W 2011 roku liczyła 5968 mieszkańców.